# ويليام ر. سميث
ويليام ر. سميث (بالإنجليزية: William R. Smith)‏ هو سياسي أمريكي، ولد في 11 أغسطس 1826، وتوفي في 15 يناير 1896 بسنترفيل في الولايات المتحدة بسبب سرطان القولون.